# Kirbla
Kirbla is een plaats in de Estlandse gemeente Lääneranna, provincie Pärnumaa. De plaats heeft de status van dorp (Estisch: küla).
Tot in oktober 2017 viel Kirbla onder de gemeente Lihula, provincie Läänemaa. In die maand werd Lihula bij de gemeente Lääneranna inde provincie Pärnumaa gevoegd.

## Bevolking
Het dorp had 152 inwoners op 31 december 2011 en 162 inwoners op 31 december 2021.